# FV-109
De FV-109 is een weg die de door Lajares loopt en het verbindt met de FV-10 en FV-101 de lengt van het traject bedraagt 5,8 km.